# Rivière Aberdeen
Rivière Aberdeen är ett vattendrag i Kanada.   Det ligger i provinsen Québec, i den sydöstra delen av landet, 400 km nordost om huvudstaden Ottawa. Rivière Aberdeen ligger vid sjön Lac aux Biscuits.
I omgivningarna runt Rivière Aberdeen växer i huvudsak blandskog. Trakten runt Rivière Aberdeen är nära nog obefolkad, med mindre än två invånare per kvadratkilometer.